# Hotel Abba Euskalduna
El Hotel Abba Euskalduna, anteriormente conocido como Hesperia Zubialde, es un hotel de cuatro estrellas situado en la villa de Bilbao, con una céntrica ubicación junto al estadio de San Mamés, la Santa y Real Casa de Misericordia de Bilbao y  el Palacio de Congresos y de la Música Euskalduna.

## Historia
En el interior del edificio, que data de los años 20, hay 82 habitaciones, todas ellas renovadas a partir del año 2012. El proyecto fue realizado en colaboración con el Estudio de Arquitectura de Iñaki Aurrekoetxea. La actuación se realizó sobre un edificio existente, manteniendo sus fachadas y adaptando su interior a la nueva distribución. El mismo Estudio contribuyó a la edificación del Hotel Hesperia Bilbao, en el Paseo Campo de Volantín n.º 28, frente al museo Guggenheim Bilbao.
En 2021 se produjo un cambio de gestión del hotel Hesperia Zubialde, pasándose a denominar Hotel Abba Euskalduna.

## Comunicaciones
- Estación de San Mamés del metro y del tranvía de Bilbao.

## Edificios y ubicaciones adyacentes
- Estadio de San Mamés
- Santa y Real Casa de Misericordia de Bilbao